# Парламентские выборы в Румынии (2024)
Парламентские выборы в Румынии прошли 1 декабря 2024 года. Ни одна партия не заполучила большинство на выборах. Кроме того, правящая «Национальная коалиция за Румынию» во главе с «Социал-демократической партией» (СДП) и «Национальной либеральной партией» (НЛП) потеряла большинство в обеих палатах парламента, а ультраправые партии, такие как «Альянс за союз румын» (АСР), «С.О.С. Румыния» и «Партия молодёжи» (ПМ), добились значительных успехов. После выборов было сформировано проевропейское коалиционное правительство между СДП, НЛП и ДСВР при поддержке национальных меньшинств. 23 декабря второй кабинет Чолаку был инаугурирован с небольшим перевесом в 240 голосов «за» из 465.

## Предыстория

### Политический кризис в Румынии 2021 года
После предыдущих парламентских выборов, состоявшихся в декабре 2020 года, был назначен кабинет министров Кыцу, поддержанный правоцентристской коалицией трёх политических партий: консервативной «Национальной либеральной партией» (НЛП), прогрессивным и либеральным «Союзом спасения Румынии» (ССР) и ориентированного на венгерское меньшинство «Демократическим союзом венгров Румынии» (ДСВР).
В сентябре 2021 года серьёзный раскол внутри коалиции привёл к началу политического кризиса. Премьер-министр Кыцу при поддержке президента Клауса Йоханниса уволил министра юстиции Стелиана Иона. Все остальные министры ССР вышли из правительства к 7 сентября 2021 года, в результате чего кабинет Кыцу остался в меньшинстве. Впоследствии он пал в ноябре 2021 года в результате беспрецедентного вотума недоверия (наибольшее количество голосов против правительства в политической истории Румынии после 1989 года).

### «Национальная коалиция за Румынию»
Политический кризис в стране завершился формированием большой коалиции под названием «Национальная коалиция за Румынию» (НКР). В результате был сформирован кабинет Чукэ, поддержанный НКР, в которую входили НЛП, СДП и ДСВР, которая оставалась у власти до июня 2023 года, когда последняя из трёх партий вышла из коалиции. 15 июня 2023 года в рамках ротационного правительственного соглашения национал-либералы уступили место кабинету Чолаку во главе с социал-демократами.

### Выборы в Европейский парламент 2024 года и местные выборы
Предвосхищая выборы в декабре, 9 июня 2024 года состоялись выборы в Европейский парламент и местные выборы. Правящие «Национальная либеральная» и «Социал-демократическая партии» сформировали избирательный альянс на выборах в Европейский парламент, а также в некоторых округах на местных выборах. Результаты были расценены как победа коалиции, хотя НЛП понесла серьёзные поражения от своих партнёров по коалиции в кампаниях, где они баллотировались отдельно. Недавно сформированный «Объединённый правый альянс» понес значительные потери: «Партия народного движения» потеряла 88% своих мэров, а «Союз спасения Румынии» проиграл ключевые кампании в Брашове, а также в Бухаресте, особенно в секторах 1 и 2, где кандидаты на пост мэра, потерявшие свои места, утверждали, что имели место фальсификации выборов. Плохие результаты ССР привели к отставке Кэтэлина Друлы с поста председателя партии и его замене мэром Кымпулунга Еленой Ласкони.

### Президентские выборы 2024 года
Парламентские выборы прошли на фоне политической неопределённости, вызванной результатами первого тура президентских выборов 2024 года, состоявшегося 24 ноября, в ходе которого независимый кандидат Кэлин Джорджеску и Елена Ласкони от ССР вышли во второй тур, запланированный на 8 декабря, обойдя премьер-министра Марчеля Чолаку из СДП и Николае Чукэ из НЛП. Однако 6 декабря Конституционный суд Румынии отменил итоги первого тура выборов, поскольку выяснилось, что Джорджеску получил около 1 000 000 евро незаконного финансирования.

## Электоральная система
331 член Палаты депутатов и 136 членов Сената избираются в 43 многомандатных округах (41 жудец Румынии, муниципалитет Бухареста, а также румынская диаспора) с использованием пропорционального представительства по партийным спискам. Закон № 208/2015 устанавливает, что каждый избирательный округ должен иметь одного депутата на каждые 73 000 человек и одного сенатором на каждые 168 000 человек в соответствии с данными о населении, собранными на 1 января предыдущего года Национальным институтом статистики (НИС). В избирательных округах не может быть менее 4 депутатов и 2 сенаторов.
Партии должны преодолеть 5%-й порог в общенациональном голосовании или получить не менее 20% голосов в четырёх избирательных округах. Избирательные альянсы должны преодолеть более высокий порог, а именно 8% для тех альянсов, куда входят две партии-члена, 9% для трёх и 10% для альянсов с большим количеством членов. Дополнительные места (в настоящее время 18) могут быть добавлены в Палату депутатов для групп этнических меньшинств, которые участвуют в выборах и преодолевают более низкий порог (5% голосов, необходимых для получения места в нижней палате, рассчитывается путём деления числа голосов партий, альянсов и независимых кандидатов, преодолевших порог, на количество мест, которые они выиграли).

## Результаты

Дворец парламента в 2024 году, Бухарест, Румыния.

|                                                                       |                                                          |            |       |      |       |
| Партия                                                                | Партия                                                   | Голосов    | %     | Мест | Изм.  |
|                                                                       | Социал-демократическая партия                            | 2 065 087  | 22,30 | 36   | ▼11   |
|                                                                       | Альянс за союз румын                                     | 1 694 705  | 18,30 | 28   | ▲14   |
|                                                                       | Национальная либеральная партия                          | 1 322 468  | 14,28 | 22   | ▼19   |
|                                                                       | Союз спасения Румынии                                    | 1 134 831  | 12,26 | 19   | ▼6    |
|                                                                       | С.О.С. Румыния                                           | 718 409    | 7,76  | 12   | новая |
|                                                                       | Партия молодёжи                                          | 591 927    | 6,39  | 7    | новая |
|                                                                       | Демократический союз венгров Румынии                     | 590 783    | 6,38  | 10   | ▲1    |
|                                                                       | Партия здоровья, образования, природы и устойчивости     | 263 173    | 2,84  | 0    | новая |
|                                                                       | Силы правых                                              | 173 703    | 1,88  | 0    | новая |
|                                                                       | Единая социал-демократическая партия                     | 164 659    | 1,78  | 0    | новая |
|                                                                       | Обновление европейского проекта Румынии                  | 126 408    | 1,37  | 0    | новая |
|                                                                       | Партия справедливости и уважения в Европе для всех       | 114 500    | 1,24  | 0    | новая |
|                                                                       | Румынская национал-консервативная партия                 | 50 287     | 0,54  | 0    | новая |
|                                                                       | Патриоты румынского народа                               | 48 436     | 0,52  | 0    | ▬     |
|                                                                       | Независимая социал-демократическая партия                | 41 712     | 0,45  | 0    | ▬     |
|                                                                       | Румынская экологическая партия                           | 38 561     | 0,42  | 0    | ▬     |
|                                                                       | Национальный христианский альянс                         | 31 094     | 0,34  | 0    | ▬     |
|                                                                       | Румыния в действии                                       | 30 252     | 0,33  | 0    | новая |
|                                                                       | Новая Румыния                                            | 17 203     | 0,19  | 0    | ▬     |
|                                                                       | Альянс социалистической Румынии                          | 16 256     | 0,18  | 0    | ▬     |
|                                                                       | Альтернатива национальному достоинству                   | 10 473     | 0,11  | 0    | ▬     |
|                                                                       | Национальная лига действий                               | 3 838      | 0,04  | 0    | новая |
|                                                                       | Партия верных людей                                      | 806        | 0,01  | 0    | ▬     |
|                                                                       | Патрия                                                   | 493        | 0,01  | 0    | ▬     |
|                                                                       | Партия гето-дакийского союза                             | 480        | 0,01  | 0    | ▬     |
|                                                                       | Христианско-демократическая национал-цэрэнистская партия | 371        | 0,00  | 0    | ▬     |
|                                                                       | Партия справедливости                                    | 325        | 0,00  | 0    | ▬     |
|                                                                       | Республиканская партия Румынии                           | 314        | 0,00  | 0    | ▬     |
|                                                                       | Партия зеленых                                           | 290        | 0,00  | 0    | ▬     |
|                                                                       | Партия цыган Фралипе                                     | 287        | 0,00  | 0    | ▬     |
|                                                                       | Независимые                                              | 7 826      | 0,08  | 0    | ▬     |
| Общая информация                                                      |                                                          |            |       |      |       |
| Пустые и недействительные                                             | Пустые и недействительные                                | 149 557    | 1,59  |      |       |
| Всего                                                                 | Всего                                                    | 9 409 514  | 100   | 134  | ▬     |
| Зарегистрировано избирателей/явка                                     | Зарегистрировано избирателей/явка                        | 19 503 273 | 48,25 |      |       |
| Источники: Постоянный избирательный орган Румынии, Распределение мест |                                                          |            |       |      |       |

|                                                                       |                                                          |            |       |      |       |
| Партия                                                                | Партия                                                   | Голосов    | %     | Мест | Изм.  |
|                                                                       | Социал-демократическая партии                            | 2 030 144  | 21,96 | 86   | ▼24   |
|                                                                       | Альянс за союз румын                                     | 1 665 143  | 18,01 | 63   | ▲30   |
|                                                                       | Национальная либеральная партия                          | 1 219 810  | 13,20 | 49   | ▼44   |
|                                                                       | Союз спасения Румынии                                    | 1 146 357  | 12,40 | 40   | ▼15   |
|                                                                       | С.О.С. Румыния                                           | 679 967    | 7,36  | 28   | новая |
|                                                                       | Партия молодёжи                                          | 596 745    | 6,46  | 24   | новая |
|                                                                       | Демократический союз венгров Румынии                     | 585 397    | 6,33  | 22   | ▲1    |
|                                                                       | Партия здоровья, образования, природы и устойчивости     | 276 494    | 2,99  | 0    | новая |
|                                                                       | Силы правых                                              | 189 678    | 2,05  | 0    | новая |
|                                                                       | Единая социал-демократическая партия                     | 177 137    | 1,92  | 0    | новая |
|                                                                       | Обновление европейского проекта Румынии                  | 114 223    | 1,24  | 0    | новая |
|                                                                       | Партия справедливости и уважения в Европе для всех       | 107 474    | 1,16  | 0    | новая |
|                                                                       | Румынская национал-консервативная партия                 | 45 687     | 0,49  | 0    | новая |
|                                                                       | Патриоты румынского народа                               | 40 960     | 0,44  | 0    | ▬     |
|                                                                       | Румынская экологическая партия                           | 34 641     | 0,37  | 0    | ▬     |
|                                                                       | Независимая социал-демократическая партия                | 33 372     | 0,36  | 0    | ▬     |
|                                                                       | Румыния в действии                                       | 28 504     | 0,31  | 0    | новая |
|                                                                       | Национальный христианский альянс                         | 25 789     | 0,28  | 0    | ▬     |
|                                                                       | Новая Румыния                                            | 14 107     | 0,15  | 0    | ▬     |
|                                                                       | Партия цыган                                             | 13 881     | 0,15  | 1    | ▬     |
|                                                                       | Ассоциация македонцев Румынии                            | 13 800     | 0,15  | 1    | ▬     |
|                                                                       | Альянс социалистической Румынии                          | 12 849     | 0,14  | 0    | ▬     |
|                                                                       | Лига албанцев Румынии                                    | 9 177      | 0,10  | 1    | ▬     |
|                                                                       | Союз украинцев Румынии                                   | 8 750      | 0,09  | 1    | ▬     |
|                                                                       | Демократический форум немцев Румынии                     | 8 577      | 0,09  | 1    | ▬     |
|                                                                       | Союз сербов Румынии                                      | 7 962      | 0,09  | 1    | ▬     |
|                                                                       | Альтернатива национальному достоинству                   | 7 747      | 0,08  | 0    | ▬     |
|                                                                       | Греческий союз Румынии                                   | 7 565      | 0,08  | 1    | ▬     |
|                                                                       | Община русских-липован в Румынии                         | 7 434      | 0,08  | 1    | ▬     |
|                                                                       | Демократический союз словаков и чехов Румынии            | 7 420      | 0,08  | 1    | ▬     |
|                                                                       | Федерация еврейских общин Румынии                        | 5 281      | 0,06  | 1    | ▬     |
|                                                                       | Болгарский союз Банат-Румыния                            | 5 089      | 0,06  | 1    | ▬     |
|                                                                       | Демократический союз татар-тюрков Румынии                | 4 908      | 0,05  | 1    | ▬     |
|                                                                       | Союз армян Румынии                                       | 4 747      | 0,05  | 1    | ▬     |
|                                                                       | Культурный союз русинов Румынии                          | 4 571      | 0,05  | 1    | ▬     |
|                                                                       | Демократический союз турок Румынии                       | 4 547      | 0,05  | 1    | ▬     |
|                                                                       | Союз хорватов Румынии                                    | 4 413      | 0,05  | 1    | ▬     |
|                                                                       | Союз поляков Румынии                                     | 4 215      | 0,05  | 1    | ▬     |
|                                                                       | Ассоциация итальянцев Румынии                            | 4 128      | 0,04  | 1    | ▬     |
|                                                                       | Национальная лига действий                               | 2 912      | 0,03  | 0    | новая |
|                                                                       | Форум чехов в Румынии                                    | 2 817      | 0,03  | 1    | ▲1    |
|                                                                       | Партия верных людей                                      | 1 143      | 0,01  | 0    | ▬     |
|                                                                       | Партия гето-дакийского союза                             | 435        | 0,00  | 0    | ▬     |
|                                                                       | Патрия                                                   | 391        | 0,00  | 0    | ▬     |
|                                                                       | Республиканская партия Румынии                           | 279        | 0,00  | 0    | ▬     |
|                                                                       | Христианско-демократическая национал-цэрэнистская партия | 270        | 0,00  | 0    | ▬     |
|                                                                       | Партия зеленых                                           | 248        | 0,00  | 0    | ▬     |
|                                                                       | Объединённая партия пенсионеров                          | 229        | 0,00  | 0    | ▬     |
|                                                                       | Партия справедливости                                    | 184        | 0,00  | 0    | ▬     |
|                                                                       | Независимые                                              | 76 043     | 0,82  | 0    | ▬     |
| Общая информация                                                      |                                                          |            |       |      |       |
| Пустые и недействительные                                             | Пустые и недействительные                                | 171 877    | 1,83  |      |       |
| Всего                                                                 | Всего                                                    | 9 415 518  | 100   | 331  | ▲1    |
| Зарегистрировано избирателей/явка                                     | Зарегистрировано избирателей/явка                        | 19 503 273 | 48,28 |      |       |
| Источники: Постоянный избирательный орган Румынии, Распределение мест |                                                          |            |       |      |       |

## Последствия
Лидеры «Социал-демократической партии» (СДП), «Национальной либеральной партии» (НЛП), «Союза спасения Румынии» (ССР), «Демократического союза венгров Румынии» (ДСВР) и представители национальных меньшинств заявили, что все они согласились с необходимостью формирования проевропейской коалиции и «привержены европейским и евроатлантическим ценностям Румынии». Соглашение было окончательно оформлено 10 декабря 2024 года.
Соглашение было создано для того, чтобы в случае избрания президентом Кэлина Джорджеску было бы твёрдо проевропейское правительство, которое привлекало бы его к ответственности. Члены коалиции поддержали проевропейского кандидата Елену Ласкони во втором туре, которая должна была столкнуться с Джорджеску во втором туре 8 декабря. Это также было попыткой помешать ультраправым сформировать правительство меньшинства, включающее «Альянс за союз румын» (АСР), партию «С.О.С. Румыния» (СОС) и «Партию молодёжи» (ПМ).
10 декабря было предложено создание коалиционного правительства между СДП, НЛП, ССР, ДСВР, а также партиями национальных меньшинств. Однако СДП пригрозила выйти из коалиционных переговоров 19 декабря, а Марчел Чолаку заявил, что СДП может проголосовать за создание правого правительства.
В конечном итоге, после того, как лидеры партий встретились с президентом Йоханнисом 22 декабря, было достигнуто коалиционное соглашение между СДП, НЛП и ДСВР. При этом действующий премьер-министр Марчел Чолаку остался работать в новом правительстве. Хотя эта коалиция имеет большинство в Сенате, она не располагает таковым в Палате депутатов, где поддержку (без вхождения в коалицию) ей обеспечат национальные меньшинства. По соглашению, СДП получит восемь министерств, НЛП — шесть, а ДСВР — два. Второй кабинет Чолаку был сформирован 23 декабря. После отмены итогов президентских выборов 6 декабря Конституционным судом, сформированное после парламентских выборов правительство установило новую дату повторных президентских выборов — 4 мая 2025 года.